# Spello
Spello település Olaszországban, Umbria régióban, Perugia megyében. Lakosainak száma 8264 fő (2023. január 1.). Spello Bevagna, Cannara, Foligno, Valtopina és Assisi községekkel határos.

## Népesség
A település lakossága az elmúlt években az alábbi módon változott:
| Lakosok száma | 8645 | 8565 | 8264 |
|               | 2015 | 2018 | 2023 |